# دیاکووو
دیاکووو (به بلغاری: Dyakovo) یک منطقهٔ مسکونی در بلغارستان است که در شهرستان دوپنیتسا واقع شده‌است.